# Papirus Oxyrhynchus 44
Papirus Oxyrhynchus 44 oznaczany jako P.Oxy.I 44 – rękopis zawierający oficjalny dokument podatkowy napisany w języku greckim przez Paniskusa do Asklepiadesa. Papirus ten został odkryty przez Bernarda Grenfella i Arthura Hunta w 1897 roku w Oksyrynchos. Rękopis został napisany między 66 a 70 rokiem n.e. Przechowywany jest w Muzeum Brytyjskim (749). Tekst został opublikowany przez Grenfella i Hunta w 1898 roku.
Manuskrypt został napisany na papirusie, na pojedynczej karcie. Rozmiary zachowanego fragmentu wynoszą 17,3 na 14,4 cm. Tekst rękopisu jest pisany półkursywą.